# Кинески придеви
Кинески придеви (упрош: 形容词; трад: 形容詞; пин: xíngróngcí) се разликују од оних у српском језику јер се могу користити као глаголи (на пример 天黑了 tiān hēi le „небо је постало тамно“), и тиме лингвисти понекад воле да користе термин непокретан глагол како би их описали. У већини речника 形容词 (често скраћен 形) се користи за означи овај дио говора.

## Прије именице
Кад се описује именица са придевом, спајајућа речца 的 de се ставља између придева и именице. На пример, 高兴的孩子 gāo xìng de hái zi „радосно дете“. 的 се понекад изостави да смањи понављања (нпр. два или више 的 у истој реченици). Такође се изоставља у неким основним придевским-именичким паровима како би побољшали проток реченице (нпр. ТВ серија 快乐中国). Уопштено, не постоје строга правила кад 的 може бити изостављен, али неки придеви и придевски-именички парови су чешће виђени без спајајуће речце према осталим.
Неки примери:
- 坏 人 — „лоша особа“
- 奇 怪 的 人 — „чудна особа“
- 可 爱 的 熊 猫 — „лепушкаста панда“

## После именице

### Први узорак
На пример, следеће реченице изражавају повећање степена „љепоте":
- 她 很 漂 亮。
Она је лепа.
- 她 好 漂 亮。
Она је веома лепа.
- 她 真 漂 亮。
Она је стварно лепа.
- 她 非 常 漂 亮。
Она је изванредно лепа.

Комплементарних прилог (нпр. 极了 jí le) може такође одредити степен придева:
- 她 漂 亮 极 了。
Она је прекомерно лепа.

Треба бити напоменуо да 很 често служи као општи повезујући прилог и не носи значење „веома“. На пример, 她很漂亮 често се разуме и преводи као „она је лепа“.

### Други узорак
Повезивајући глагол 是 shì (бити) се користи са придевима у обрасцу — именица + 是 + придев + 的 — да изјави или нагласити чињеницу или запажену чињеницу. На пример:
- 他 是 男 的。
Он је мушко.
- 那 辆 车 是 新 的。
Кола су нова.
- 那 只 猫 是 黑 的。
Мачка је црна.